# Elephantomyia (Elephantomyia) isakana
Elephantomyia (Elephantomyia) isakana is een tweevleugelige uit de familie steltmuggen (Limoniidae). De soort komt voor in het Afrotropisch gebied.